# Doljanci
Doljanci falu Horvátországban, Pozsega-Szlavónia megyében. Közigazgatásilag Velikéhez tartozik.

## Fekvése
Pozsegától légvonalban 14, közúton 15 km-re északra, községközpontjától légvonalban 4, közúton 7 km-re nyugatra, a Papuk-hegység déli lejtőin, Biškupci, Sztrazsemlye, és Kantrovci között, a Stražemanka-patak partján fekszik. 

## Története
A településnek feltehetően már a középkorban is horvát katolikus lakossága volt, azonban mindvégig Sztrazsemlyéhez tartozott. Ezért történeti forrásokban nem szerepel. 1705-ben 13 ház állt a településen. Az első katonai felmérés térképén „Dorf Dolianczi” néven látható. Lipszky János 1808-ban Budán kiadott repertóriumában „Dolyanczy” néven szerepel. Nagy Lajos 1829-ben kiadott művében „Doljancze” néven 33 házzal, 215 katolikus lakossal találjuk. 1857-ben 174, 1910-ben 182 lakosa volt. 1910-ben a népszámlálás adatai lakosságának 99%-a horvát anyanyelvű volt. Pozsega vármegye Pozsegai járásának része volt. Az első világháború után 1918-ban az új szerb-horvát-szlovén állam, majd később (1929-ben) Jugoszlávia része lett. 1991-ben lakosságának 88%-a horvát, 6%-a szerb nemzetiségű volt. 2001-ben 84 lakosa volt.

## Lakossága
| Lakosság változása | Lakosság változása | Lakosság változása | Lakosság változása | Lakosság változása | Lakosság változása | Lakosság változása | Lakosság változása | Lakosság változása | Lakosság változása | Lakosság változása | Lakosság változása | Lakosság változása | Lakosság változása | Lakosság változása | Lakosság változása |
| ------------------ | ------------------ | ------------------ | ------------------ | ------------------ | ------------------ | ------------------ | ------------------ | ------------------ | ------------------ | ------------------ | ------------------ | ------------------ | ------------------ | ------------------ | ------------------ |
| 1857               | 1869               | 1880               | 1890               | 1900               | 1910               | 1921               | 1931               | 1948               | 1953               | 1961               | 1971               | 1981               | 1991               | 2001               | 2011               |
| 174                | 186                | 157                | 180                | 186                | 182                | 194                | 204                | 150                | 144                | 143                | 89                 | 75                 | 80                 | 88                 | 84                 |